# انجیرک (افغانستان)
انجیرک یک گذرگاه کوهستانی در افغانستان است. در سمت چپ دره چیاب واقع شده است. گفته می‌شود که گذرگاهی قابل عبور می‌باشد.